# Arsac
Arsac é uma comuna francesa na região administrativa da Nova Aquitânia, no departamento da Gironda. Estende-se por uma área de 32,49 km². Em 2010 a comuna tinha 3 681 habitantes (densidade: 113,3 hab./km²).